# Coryphacini
Tribu
Genres de rang inférieur
- Coryphaca
- Coryphosmila
- Graminacaecilius
- Protodypsocus
- Stenocaecilius
- Valenzuela

Les Coryphacini constituent une tribu d'insectes de l'ordre des psocoptères, de la famille des Caeciliusidae et de la sous-famille des Caeciliusinae.